# Gankhuyagiin Gan-Erdene
Gankhuyagiin Gan-Erdene est un boxeur mongol né le 29 mars 1993.

## Carrière
Sa carrière amateur est principalement marquée par une médaille d'argent remportée aux championnats d'Asie en 2017 dans la catégorie des poids mi-mouches et une médaille de bronze en 2015 dans la même catégorie.

## Palmarès

### Championnats d'Asie de boxe amateur
- Médaille d'argent en -49 kg en 2017 à Tachkent, Ouzbékistan.
- Médaille de bronze en -49 kg en 2015 à Bangkok, Thaïlande.